# Jacques Sayabalian
Jacques o Jack Sayabalian (Paylag) (en armenio: Ժագ Սայապալեան (Փայլակ); Konya, junio de 1880 – Ankara, 1915) fue un escritor y poeta armenio, quién era también un intérprete para el consulado británico en Konya entre 1904 y 1909, .en armenio: Ժագ Սայապալեան (Փայլակ) y posteriormente fue vicecónsul durante un año y medio. También llegó a ser diputado de la Asamblea Nacional de Armenia, representando a su natal Konya. Posterior a 1909, trabajó como periodista en Constantinopla. Durante el genocidio armenio, Sayabalian fue deportado hacia Ankara, donde murió asesinado.

## Biografía
Jacques Sayabalian nació en junio de 1880, en la ciudad de Konya, Imperio otomano. Su padre era el gobernador  de la provincia de Konya. Sayabalian obtuvo su educación primaria en una escuela local en Konya. En 1896,  viajó a Constantinopla, en donde asistió a la prestigiosa escuela armenia Reteos Berberian. Durante dos años, continuó con su educación en la Armenian College, localizada en la ciudad de Esmirna. Tras finalizar sus estudios en 1904, Sayabalian podía hablar fluidamente inglés, y regresó a Konya, en donde se convirtió en un intérprete para el consulado británico. Después de trabajar como intérprete durante cinco años, Sayabalian regresó a Constantinopla donde comenzó a trabajar para numerosos periódicos y revistas locales armenias. Posteriormente se convirtió en diputado de la Asamblea Nacional de Armenia, en representación de Konya. También contribuyó en periódicos locales armenios como Surhantag y Massis. Cuándo Sayabalian contribuía para Massis, él firmaba sus poemas e historias con el seudónimo "V".

## Muerte
Jacques Sayabalian fue uno de intelectuales armenios deportados durante el genocidio armenio. El 24 de abril de 1915, Sayabalian fue arrestado y enviado por tren hacia Çankırı, un pueblo localizado en las provincias internas del Imperio otomano. Fue posteriormente enviado hacia Ankara, donde murió asesinado. Su cuerpo nunca fue encontrado.